# Љозна
Љозна (блр. Лёзна; рус. Лиозно) насељено је место са административним статусом варошице (городской посёлок) на крајњем истоку Републике Белорусије и Витепске области, уз саму границу са Русијом. Административно припада Љозненском рејону чији је уједно и административни центар.
Према подацима пописа становништва из 2009. у вароши је живело 6.766 становника.

## Географија
Љозна је смештена на око 40 km југозападно од административног центра области, града Витепска, на важном друмском правцу који повезује тај град са Русијом на истоку. Варошица се налази на свега неколико километара од границе са Смоленском облашћу Русије и важна је железничка тачка на линији Витепск—Смоленск.

## Историја
Насеље Љозна је основано крајем XV века, а већ 1514. постаје делом Московске Русије. Године 1526. поново се враћа у састав ВК Литваније у чијем саставу остаје све до 1772. када поново постаје делом Руске Империје. У њеном саставу остаје све до 1919. када је формирана Руска СФСР. Совјетске власти предају Љозну Белоруској ССР 1924. године. Административни статус варошице има од 1938. године.

## Демографија
Према резултатима пописа из 2009. у вароши је живело 6.766 становника.
| 1897.  | 1959. | 1970. | 1979. | 1989. | 2009. | 2012.  |
| ------ | ----- | ----- | ----- | ----- | ----- | ------ |
| 2.473* | 4.376 | 5.447 | 6.065 | 7.528 | 6.766 | 6.688* |

Напомене - * према резултатима пописа спроведеног на територији Руске Империје; ** Резултат процене статистичког завода Белорусије. 